# Formuła Renault 1.6

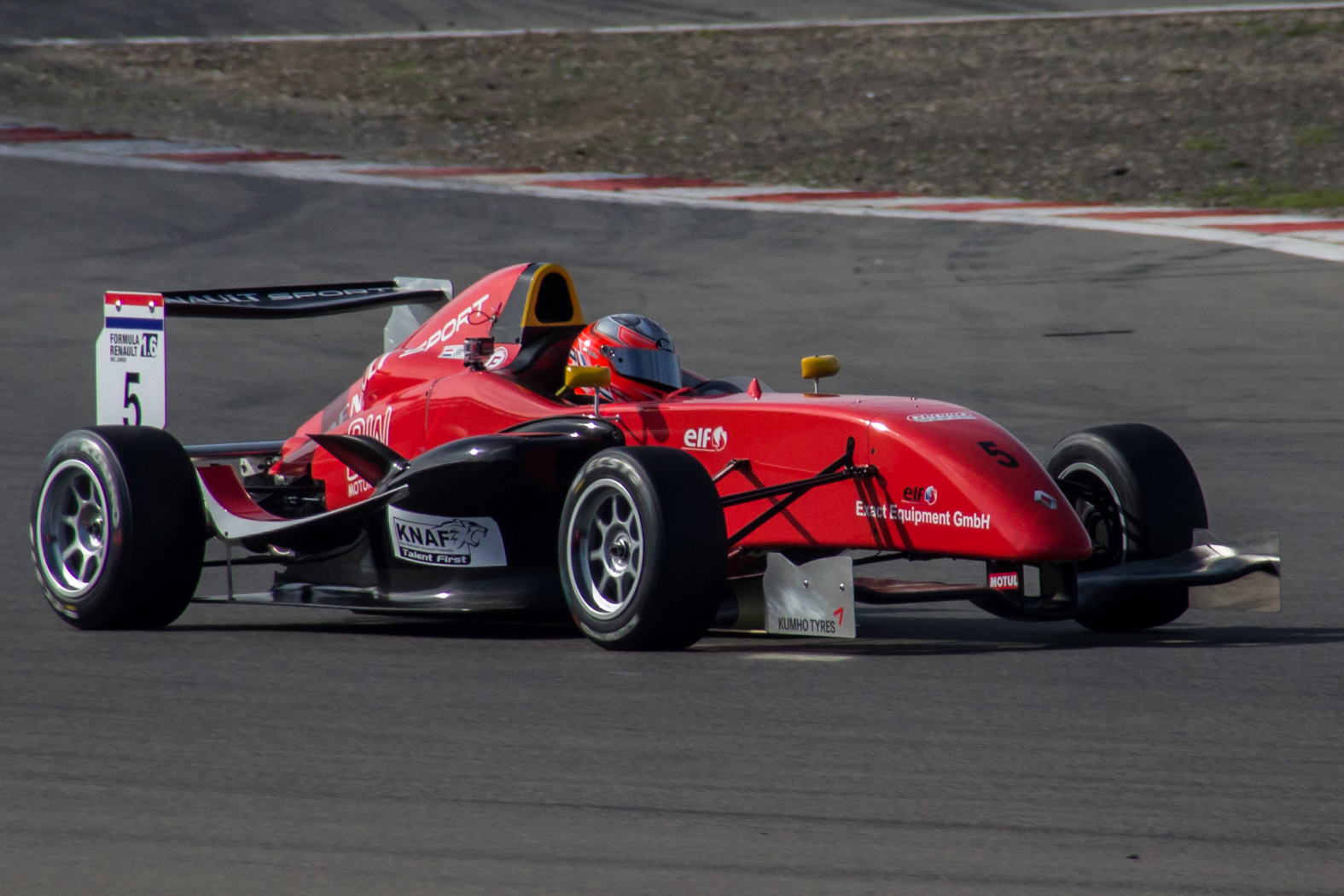
Samochód Północnoeuropejskiego Pucharu Formuły Renault 1.6 Junior

Formuła Renault 1.6 – klasa wyścigów samochodowych organizowana dla kierowców w wieku 14-21 lat przechodzących z kartingu do bolidów wyścigowych. Składa się z kilku serii krajowych i międzynarodowych.

## Historia Formuły Renault 1.6
W pierwszych latach działalności Formuły Renault, wiele serii wyścigowych wliczanych w skład Formuły Renault 2.0 korzystało z silników o pojemności 1,6 litra. Z czasem bolidy były rozwijane, a pojemność silnika zwiększono do dwóch litrów. Dopiero po tych zmianach wprowadzono podział cykli Formuły Renault ze względu na pojemność silnika, dlatego serii tych nie wlicza się już do Formuły Renault 1.6. Jednakże organizatorzy niektórych z tych serii oprócz wyścigów Formuły Renault 2.0, zaczęli organizować wyścigi słabszych bolidów dla młodszych kierowców. Za przykład można podać Argentyńską Formułę Renault oraz Francuską Formułę Renault Campus, które powstały jeszcze w XX wieku. W latach 2002–2006 powstało wiele innych serii, które jednak szybko zakończyły działalność.
W 2013 roku Renault Sport rozpoczęło rewolucję wyścigów formuły 1.6, tworząc serie wzorowane na wyścigach formuły 2.0. Pierwszą taką serią był Północnoeuropejski Puchar Formuły Renault 1.6 Junior. Rok później powstały również Alpejska Formuła Renault 1.6 Junior oraz Nordycka Formuła Renault 1.6.

## Samochód (od 2008 roku)
Źródło: renaultsport.com
- silnik: Renault K4MRS
- pojemność: 1598 cm3
- 4 cylindry, 16 zaworów
- podwozie: Signatech Monocoque z włókna węglowego
- maksymalna moc: 140 Bhp na 6,800 rpm
- moment obrotowy: 160 Nm na 4,500 rpm
- waga: 483 kg
- sekwencyjna skrzynia biegów, pięć biegów i wsteczny
- Opony: Michelin, Kumho Tires, Yokohama (Ameryka Północna)

## Serie
| Kontynent | Kraj                       | Serie Formuły Renault 2.0                            | Działalność | Opony    | Dodatkowe informacje                                                    |
| --------- | -------------------------- | ---------------------------------------------------- | ----------- | -------- | ----------------------------------------------------------------------- |
| Europa    | Europa                     | Północnoeuropejski Puchar Formuły Renault 1.6 Junior | od 2013     | Kumho    |                                                                         |
| Europa    | Europa                     | Alpejska Formuła Renault 1.6 Junior                  | od 2014     |          |                                                                         |
| Europa    | Szwecja                    | Nordycka Formuła Renault 1.6                         | od 2014     |          |                                                                         |
| Europa    | Francja                    | Francuska Formuła 4                                  | od 1993     | Michelin | Dawniej: Francuska Formuła Renault Campus, Akademia Formuły Euro Series |
| Europa    | Belgia                     | Belgijska Formuła Renault 1.6                        | 2003–2007   | Michelin |                                                                         |
| Europa    | Włochy                     | Włoska Formuła Renault Monza                         | 2007        | Michelin |                                                                         |
| Europa    | Włochy                     | Włoska Formuła Renault 1.6 Junior                    | 2002–2006   | Michelin | Dawniej: Włoska Formuła Renault 1.6 Campus                              |
| Europa    | Hiszpania                  | Hiszpańska Formuła Renault 1.6 Junior                | 2002–2004   | Michelin |                                                                         |
| Ameryka   | Argentyna                  | Argentyńska Formuła Renault 1.6                      | od 1980     | Michelin | Od 2001 roku wyścigi są organizowane wspólnie z TC 2000                 |
| Ameryka   | Meksyk                     | Formuła Junior 1600                                  | 2005–2007   | Michelin |                                                                         |
| Ameryka   | Stany Zjednoczone · Kanada | Formuła TR 1600 Pro Series                           | 2004–2007   | Yokohama |                                                                         |
| Ameryka   | Stany Zjednoczone · Kanada | North American Fran Am 1600 Pro Championship         | 2002–2003   | Michelin | Zastąpiona przez Formułę TR 1600 Pro Series                             |